# Dramatis personae
Dramatis personae är en term som betyder personförteckning eller rollista och används inom litteraturen som titel för den del av ett manus eller nedskrivet drama som räknar upp de medverkande rollfigurerna och gestalterna. Uttrycket är direkt hämtat från latin och betyder ungefär dramats personer.
Rent allmänt kan dramatis personae användas i en beskrivning av vilka personer som deltog i en viss händelse. Anna och Bo var dramatis personae vid olyckstillfället.[källa behövs]